# Mastoïditis

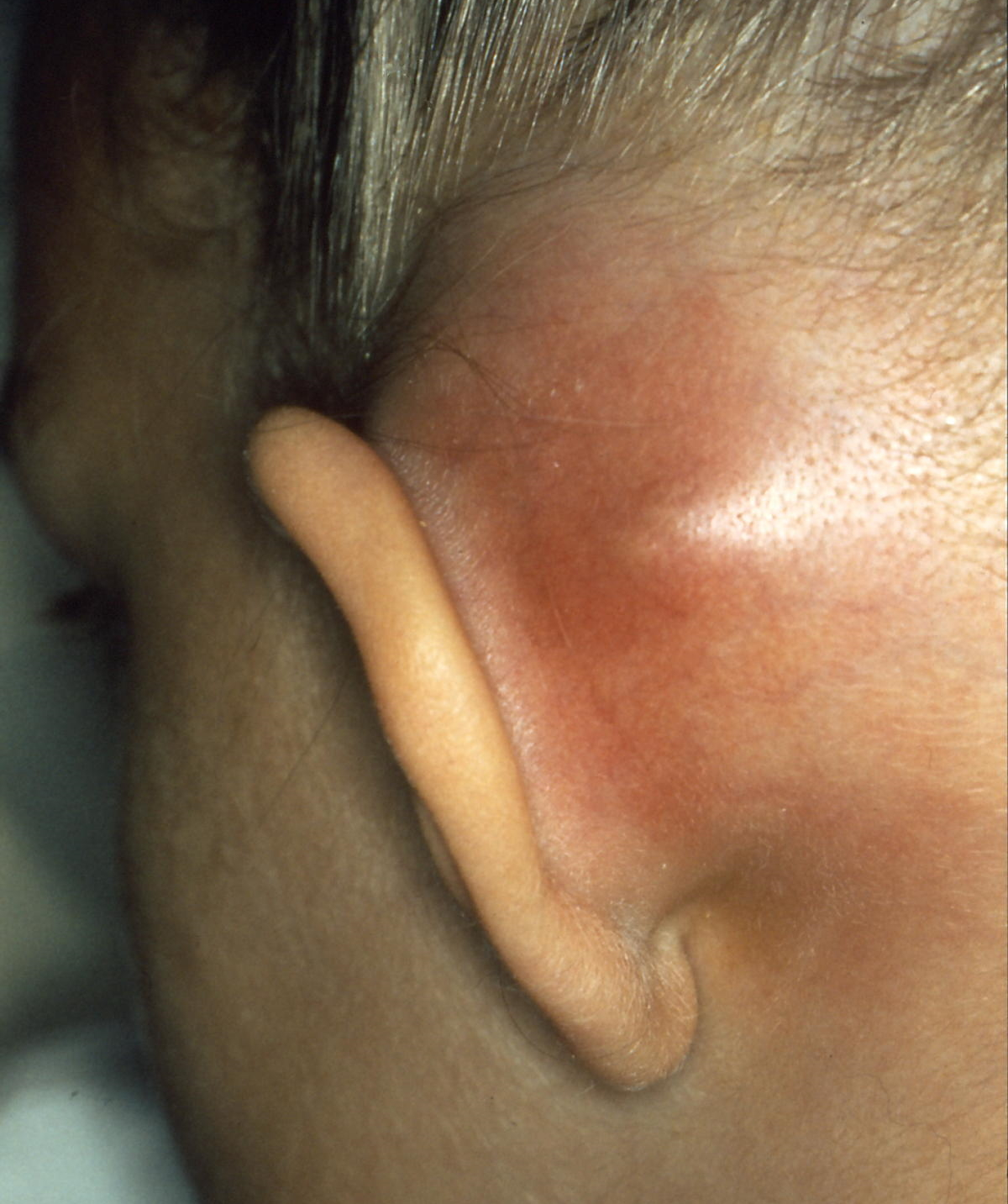
Mastoidïtis met subperiostale abces (→ Beenvliesontsteking)

Mastoïditis is een bacteriële infectie van de processus mastoideus (het uitstekend bot achter het oor) en wordt gekenmerkt door ernstige infectie van het botweefsel. 
Er zijn drie vormen van mastoïditis. Dit zijn: 
- acute mastoïditis (een hevige en kortdurende infectie van de luchtcellen van de processus mastoideus);
- chronische mastoïditis (een langdurige infectie);
- petrositis (infectie van de luchtcellen in het rotsbeen als gevolg van mastoïditis).